# Arthur Douville
Pour les articles homonymes, voir Douville (homonymie).
Joseph-Arthur-Frédéric Douville, né le 22 juillet 1894 à Saint-Casimir (Québec) et mort le 5 août 1986 à Laval (Québec), est un prélat catholique québécois, huitième évêque de Saint-Hyacinthe de 1942 à 1967.

## Biographie

### Formation
Fils de Trefflé et d'Eugénie Douville, Arthur naît le 22 juillet 1894 à Saint-Casimir dans le comté de Portneuf. 
Il fait ses études classiques au Petit Séminaire de Québec et ses études théologiques au Grand Séminaire de Québec. Le 25 mai 1919, il est ordonné prêtre dans la basilique de Québec par le cardinal Louis-Nazaire Bégin. De 1919 à 1922, il continue d'étudier à Rome, à l'Angélique, où il obtient son doctorat en philosophie.

### Ministères
De retour au Québec, en 1922, il occupe le poste d'assistant directeur de l'École apostolique Notre-Dame du Québec jusqu'en 1924. Il en devient le directeur de 1924 à 1926. De 1926 à 1928, il retourne de nouveau étudier à Rome pour y obtenir son doctorat en droit canonique. De 1928 à 1930, il est auditeur du cardinal Lépicier à Rome. À son retour en 1930, il est nommé Supérieur de l'École apostolique Notre-Dame à Lévis.
Le 30 novembre 1939, il est élu évêque titulaire de Vita (de) et nommé auxiliaire de Mgr Fabien-Zoël Decelles. Il est consacré évêque le 29 janvier 1940, par Mgr Ildebrando Antoniutti, dans la Cathédrale de Saint-Hyacinthe. Le 21 mars 1942, il est nommé coadjuteur et évêque titulaire de Saint-Hyacinthe puis évêque de Saint-Hyacinthe à la mort de Mgr Decelles, le 27 novembre 1942. Le 28 novembre 1955, Mgr Douville est nommé Assistant au Trône pontifical. 
En 1957, il fonde la mission du Brésil. Il participe également au Concile Vatican II en tant qu'évêque de Saint-Hyacinthe.
Il quitte ses fonctions le 13 juin 1967 et est nommé évêque titulaire de Zattara (de); le Saint-Siège lui propose alors de demeurer à titre d'administrateur apostolique jusqu'à l'arrivée du prochain évêque. Son successeur, Mgr Albert Sanschagrin prend charge du diocèse le 27 juillet 1967.
De 1967 à 1986, il vit retiré à l'évêché de Saint-Hyacinthe et dans sa maison de campagne à Rougemont. Le 5 août 1986, il est hospitalisé à la Fraternité Val des Rapides de Laval et décède à l'âge de 92 ans. Ses funérailles sont célébrées le 9 août 1986 en la Cathédrale de Saint-Hyacinthe. Il est inhumé dans la crypte des évêques sous la cathédrale.